# مهينبانو سلطان
ماهينبانو سلطان (بالفارسية: مهین‌بانو سلطان) (1519–1562) كانت الابنة الأصغر للشاه إسماعيل الأول ملك بلاد فارس (حكم 1524–1576) وتاجلو خانم. وكانت الأخت الصغرى للشاه طهماسب. وكان لها نفوذ كبير في عهد شقيقها، وعملت كمستشارة سياسية له.